# Cleveland (Ohio)
Cleveland is de op een na grootste stad van de noordoostelijke Amerikaanse staat Ohio, na de centraal gelegen hoofdstad Columbus. De stad heeft 390.928 inwoners (2012) en een agglomeratie met meer dan twee miljoen mensen, de grootste van Ohio. Cleveland ligt aan de kust van het Eriemeer, een van de Grote Meren tussen de VS en Canada.

## Geschiedenis

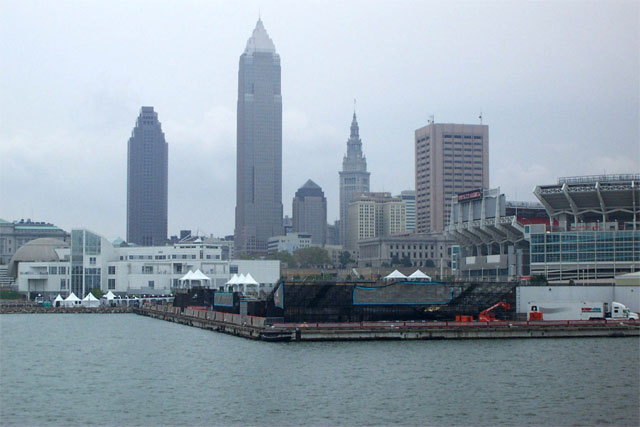
Skyline van Cleveland

De stad is gesticht in 1796 door generaal Moses Cleaveland die het gebied opmat en het plan voor de nederzetting ontwierp. "Cleaveland" groeide in de daaropvolgende eeuw uit tot een van de grootste steden in de Verenigde Staten. De ligging aan het Eriemeer maakte de stad toegankelijk voor zeeschepen en het achterland besloeg Ohio en grote delen van de omliggende staten. De stad was ook een centrum van industrie.
Na de Tweede Wereldoorlog begon de neergang. De staten aan de Stille Oceaan (West Coast) trokken economisch sterker aan dan het Middenwesten en de mobielere mensen kregen genoeg van het klimaat met zijn strenge winters. De stad kreeg, evenals Detroit, Grand Rapids en Flint, te maken met een vertrekoverschot en economische neergang.
Desondanks is Cleveland nog steeds een grote stad, met meerdere universiteiten, zoals Cleveland State en Case Western Reserve University, een belangrijk symfonieorkest, en een schitterende kunstverzameling ondergebracht in het Cleveland Museum of Art. Daarnaast zijn er een basketbal-, een honkbal-, en een American footballstadion, de Rock and Roll Hall of Fame, en verschillende belangrijke bedrijven. De stad wordt voor het luchtverkeer ontsloten door Cleveland Hopkins International Airport.

## Sport
Cleveland heeft drie sportclubs die uitkomen in een van de vier grootste Amerikaanse profsporten. Het gaat om:
- Cleveland Cavaliers (basketbal)
- Cleveland Guardians (honkbal)
- Cleveland Browns (American football)

## Stedenbanden
- Fier (Albanië)
- Guadalajara (Mexico)
- Rouen (Frankrijk)